# Macarte Sisters
Las Macarte Sisters fueron un trío de artistas de circo británicas, que realizaron espectáculos de trapecio y funambulismo a finales del siglo XIX y principios del XX y destacaron por sus hazañas de fuerza durante sus actuaciones.

## Trayectoria
Las Macarte Sisters nacieron en una dinastía de artistas acrobáticos y circenses que se remonta al menos a principios del siglo XIX (otros afirman que datan de principios del XVIII) y todos adoptaron el apellido Macarte, en lugar de su apellido real de Macarthy. Su tías usaban el nombre artístico "Sisters Macarte'" desde al menos 1870. Sus abuelos Marie Macarte, de soltera Ginnett (1827-1892) y Michael "John" Macarthy (1820-1856), dirigieron el Macarte's Monster Circus en la década de 1850. Eran parientes de Thomas Macarte (1839-1872) un domador de leones conocido con el nombre artístico de Massarti.

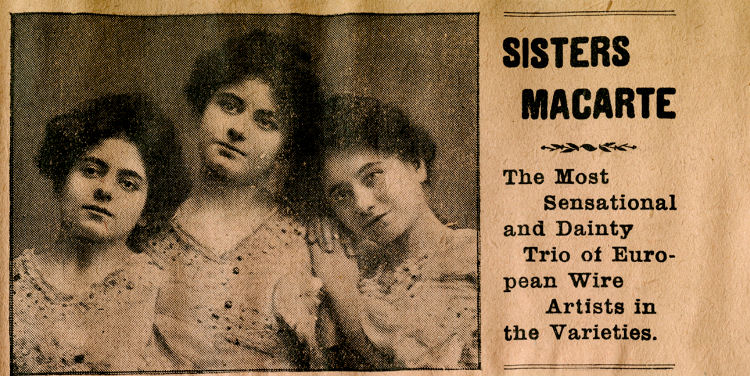
Macarte Sisters (c. 1906)

Sus padres eran Regina, de soltera Mauthner (1860-1892) una acróbata y bailarina húngara del ballet húngaro nacida en Budapest, y de Henry Macarthy (1853-1924)  un acróbata de circo inglés, nacido en Lambeth y que actuaba desde los 6 años. Se casaron en la embajada británica en Viena en 1877. Eran cinco hermanas: Julia Macarthy (1878-1958), Adelaida Macarthy (1879-1908), Cecilia Macarthy (1881-c. 1939), Harriet 'Harrie' Macarthy (1889 -1955), que no formó parte del espectáculo y Blanche Macarthy que murió en la infancia. El hijo de Harriet, Peter Macarte, fue actor en la década de 1950. Todas las hermanas nacieron en Hamburgo, Alemania, aunque desarrollaron gran parte de su carrera en Gran Bretaña.
En el censo británico de 1891, las Macarte Sisters y sus padres figuraban como "profesionales del teatro". El registro más antiguo de su espectáculo data de una aparición en Londres en 1893. Durante una gira por los Estados Unidos, entre 1897 y 1899, el St Louis Post Dispatch escribió un artículo titulado: Tres chicas fuertes. Las Hermanas Macarte tienen los músculos casi de hierro, en el que se explicaba con detalle el origen, trayectoria de las artistas y su espectáculo sobre la pista.

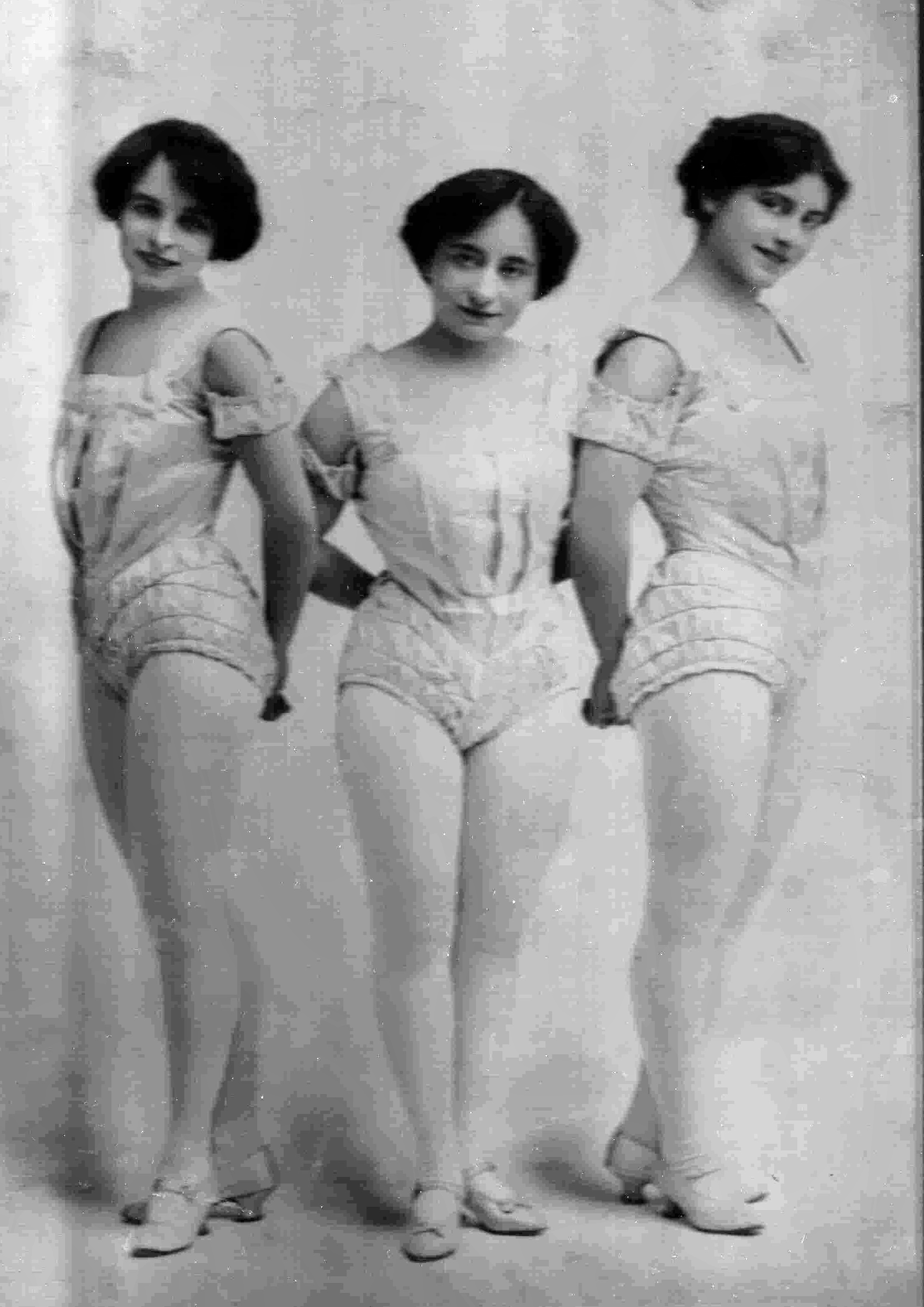
Macarte Sisters (c. 1910)

El final del acto acrobático de las Macarte Sisters consistía en que dos de las hermanas sostenían el cable entre sus dientes mientras la tercera hermana caminaba sobre él. Se afirmó que los médicos habían inspeccionado sus músculos del cuello y la cara para detectar engaños.
A principios de 1900, estuvieron actuando en Australia. Regresaron a Gran Bretaña, donde aparecieron en carteles de espectáculos de variedades y de music halls hasta 1905. Luego viajaron a Estados Unidos, donde realizaron una gira entre 1906 y 1907 con gran éxito. Después de la muerte de Adelaide Macarte en Nueva York en 1908, fue reemplazada en 1910 por la acróbata y artista de circo Rosie Foote (1892-c. 1945), pero el acto continuó siendo anunciado como las Macarte Sisters. En 1911, las hermanas actuaron en la Feria Estatal de Iowa.
En 1912, The Stage registró que en diciembre de 1911 se había creado una nueva organización de music hall, llamada The Ferrets, cuyo objetivo era "promover la sociabilidad y el buen compañerismo entre las damas de la profesión del music hall y sus amigos". El grupo se estructuró siguiendo las líneas de la Gran Orden de las Ratas de Agua, cuya membresía estaba restringida solo a hombres de la industria del entretenimiento. Las doce hurones fundadoras incluyeron a Ida Rose como Queen Ferret, Julia Macarte como Princess Ferret, Arthur Weir como Bank Ferret, Mabel Mavis como Musical Ferret y N Alva como Scribe Ferret.

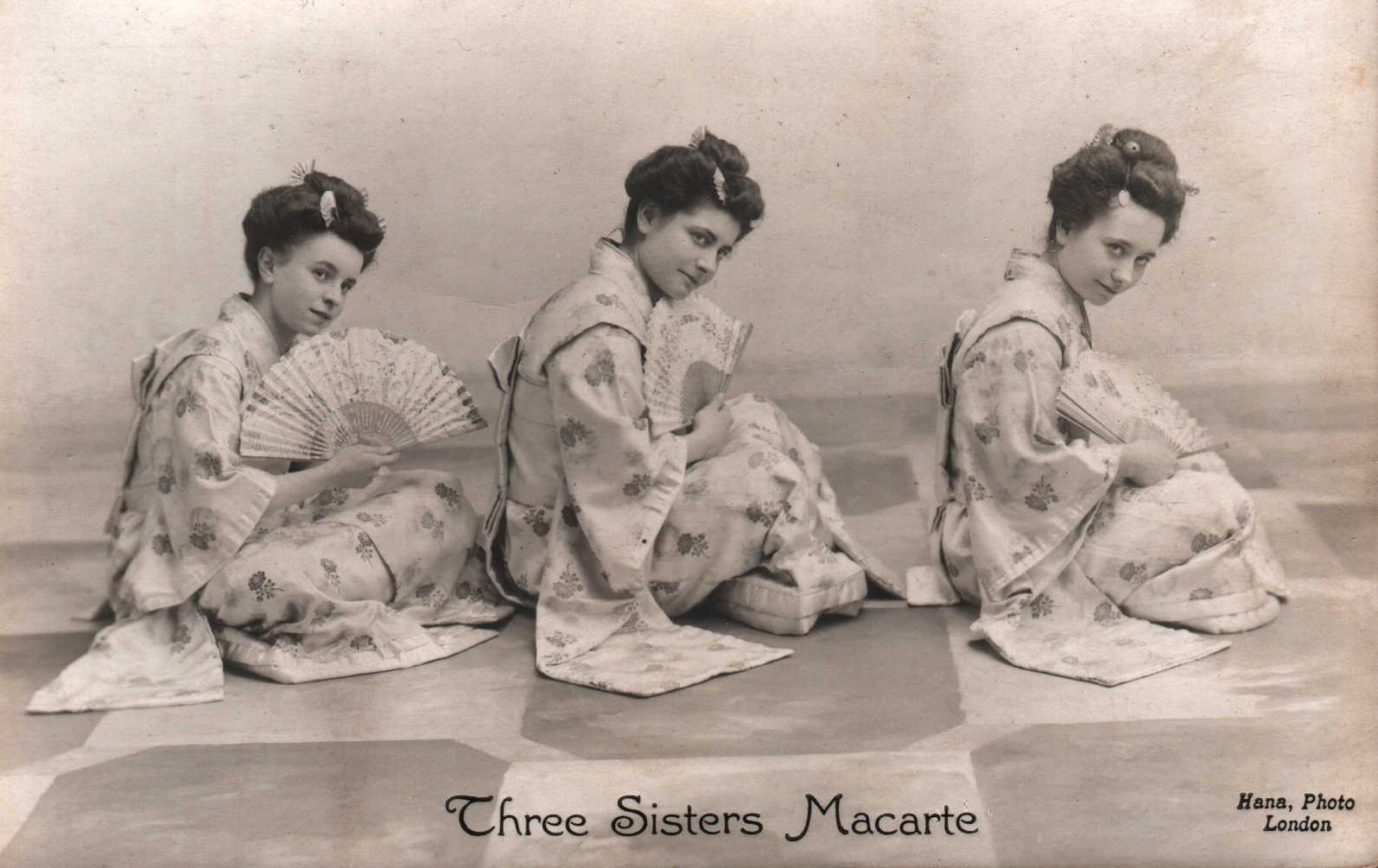
The Land of the Lotus (1912)

Entre 1910 en Canadá y 1912 en Gran Bretaña, las Macarte Sisters representaron un número de estilo japonés anunciado como The Land of the Lotus, cuyo vestuario estaba influenciado por la opereta El Mikado. Varios informes de prensa afirmaron que el trío se quitaba el kimono inmediatamente después del número musical de apertura.
A finales de 1912 y principios de 1913, en una nueva gira por Australia, su acto fue descrito como "único y tan elegante como inteligente". En una entrevista para el periódico The Sun de Sídney, Julia Macarte dijo: "Y no nos pregunten lo que me preguntó el rey Jorge. Quería saber si éramos sufragistas". "No lo somos", respondió Rosie Foote. "No estamos en ninguna liga en contra, pero simplemente no creemos en ello, eso es todo. Somos neutrales". Julia Macarte añadió: "Pertenezco a una sola liga. Soy vicepresidenta del Music Hall Ladies' Guild, una sociedad benéfica para artistas en apuros". En 1916, también realizaron una gira por Sudáfrica.